# Ngũ Hồ thập lục quốc
Ngũ Hồ Thập lục quốc (giản thể: 五胡十六国; phồn thể: 五胡十六國; bính âm: Wǔhú Shíliù Guó), gọi tắt là Thập lục quốc, là một tập hợp gồm nhiều quốc gia có thời gian tồn tại ngắn ở bên trong và tại các vùng lân cận Trung Quốc từ năm 304 đến 439 kéo theo sự rút lui của nhà Tấn về miền nam Trung Quốc đến khi Bắc triều thống nhất toàn bộ phương bắc, mở ra cục diện mới là Nam Bắc triều. Các quốc gia này được thành lập bởi 5 dân tộc phía bắc Trung Quốc, mà tiếng Hán gọi với hàm ý khinh miệt là "Hồ" (tiếng Trung: 胡). Do đó được gọi chung là Ngũ Hồ.

## Tên gọi và nguồn gốc
Nguồn gốc thuật ngữ này do Thôi Hồng đưa ra trong văn bản hiện đã mất Thập lục quốc Xuân Thu và giới hạn trong mười sáu quốc gia ở thời kỳ này, gồm:
1. Hán Triệu
2. Hậu Triệu
3. Thành Hán
4. Tiền Lương
5. Hậu Lương
6. Bắc Lương
7. Tây Lương
8. Nam Lương
9. Tiền Yên
10. Hậu Yên
11. Bắc Yên
12. Nam Yên
13. Tiền Tần
14. Hậu Tần
15. Tây Tần
16. Hạ

Thuật ngữ này đã được mở rộng ra cho tất cả các quốc gia tồn tại trong giai đoạn 304 đến 439. Tất cả các nước này đều không tồn tại được trong toàn bộ giai đoạn này.
Giai đoạn này còn gọi là "Ngũ Hồ loạn Hoa" (năm dân tộc Hồ làm loạn Trung Hoa). Ngũ Hồ tính 5 tộc:
1. Hung Nô (Lưu Uyên - Hán Triệu)
2. Yết (Thạch Lặc - Hậu Triệu)
3. Tiên Ti (Mộ Dung - các nước Yên, trừ Bắc Yên)
4. Đê (Phù Kiên - Tiền Tần, Lý Đặc - Thành Hán)
5. Khương (Diêu Trường - nước Hậu Tần)

Một thuật ngữ ít được sử dụng hơn là Giai đoạn thập lục quốc miêu tả thời kỳ hỗn loạn này từ năm 304 đến 439.
Hầu như quân chủ của các quốc gia trên đều có nguồn gốc từ dân tộc Ngũ Hồ và đều xưng đế và vương. Quân chủ bốn nước Bắc Yên, Tây Lương, Tiền Lương và nước Ngụy (Nhiễm Nguỵ) là người Hán. Sáu vị vua nước Tiền Lương vẫn giữ tước hiệu danh nghĩa của Nhà Tấn. Bắc Ngụy (với tiền thân là nước Đại) không được coi là một trong thập lục quốc dù cũng được thành lập trong giai đoạn này, vì về sau nó phát triển thành quốc gia lớn mạnh, thống nhất làm chủ cả Trung Nguyên, trở thành Bắc triều trong thời Nam Bắc triều.

## Sự xâm nhập của các tộc Hồ
Sự xâm nhập của các dân tộc Hồ vào Trung Hoa thực ra đã bắt đầu từ lâu. Ngay từ cuối thời Đông Hán tới Tam Quốc, do nội chiến liên miên, dân số giảm sút, giai cấp thống trị cần bổ sung nhân lực cho chiến tranh nên cho các ngoại tộc vào trong Vạn Lý Trường Thành. Các địa chủ người Hán thường mộ họ làm tá điền, làm lính và cướp bán cho người khác làm nô lệ.

### Người Hung Nô
Từ cuối thời Tây Hán, Hung Nô có nội loạn. Một thiền vu là Hô Hàn Tà mang 5.000 hộ vào hàng nhà Hán. Tới thời Đông Hán, thiền vu Nam Hung Nô cũng hàng Hán, được dời đến ở Thiểm Tây và bắc Sơn Tây. Tới thời Tam Quốc, dân Hung Nô đã đông đúc, thế lực lớn dần. Tào Tháo bèn phân tán người Hung Nô thành 5 bộ, cho ở 5 huyện thuộc Sơn Tây hiện nay là: Huyền Thị (huyện Cao Bình), Bồ Tử (huyện Bồ), Tân Hưng (Hãn Châu), Đại Lăng (huyện Văn Thủy), Kỳ huyện (huyện Kỳ). Mỗi bộ đặt một quan cầm đầu gọi là Súy, sau đổi làm Đô úy và chọn một người Hán làm chức Tư mã để cai quản chung. Trong 5 bộ đó, bộ nhỏ có khoảng 3.000 hộ, bộ lớn khoảng 10.000 hộ.

### Người Yết
Đây là một bộ lạc nhỏ của người Hung Nô, từ Trung Á dời đến miền Vũ Hương ở đông nam Sơn Tây (huyện Tẩm) và chịu sự lãnh đạo của các quý tộc Hung Nô tại đây.

### Người Tiên Ti
Là một tộc Đông Hồ. Cuối thời Đông Hán, sau khi người bắc Hung Nô dời về phía tây thì người Tiên Ty lấn gần hết đất cũ của Hung Nô. Tới giữa thế kỷ 2, người Tiên ty khống chế một vùng rộng lớn từ khu vực Liêu Hà tới hành lang Hà Tây, giáp U Xum và có một bộ phận đã vào bên trong Vạn Lý trường thành. Thị tộc Tiên Ty có 4 họ: Mộ Dung, Đoàn, Thác Bạt, Vũ Văn.

### Người Chi (hay Đê)
Là một tộc ở miền đông Cam Túc, trước đây thời nhà Chu gọi là Tây Nhung. Sau này một bộ phận rời đến Thiểm Tây. Người Chi có 5 họ: Du Mi (huyện Kinh Dương - Thiểm Tây), Nghiên, Hưng Quốc, Lâm Vi, Lược Dương. Thời Tam Quốc, người Chi vào Trung nguyên rất nhiều.

### Người Khương
Cũng là một tộc Tây Nhung, ở rải rác miền Cam Túc, Thanh Hải và Thiểm Tây. Thời Hán, người Khương luôn đánh nhau với người Hán. Người Khương có tới 150 thị tộc.

### Người Tung
Dân tộc Tung vốn ở đất Ba Thục cổ, vùng Ba Tây, Giang Cừ (huyện Thượng Khê, huyện Cừ tỉnh Tứ Xuyên). Người Tung có 5 họ: Ba, Phàm, Thẩm, Tướng, Trịnh. Họ Ba làm vua, các họ kia làm tôi. Cuối thời Đông Hán, một bộ phận người Tung rời vào Hán Trung. Tào Tháo phân tán đến đất Lược Dương cho ở lẫn với người Chi. Cuối thời Tây Tấn, lưu dân trở về Ba Thục cùng tù trưởng Lý Đặc.

## Sự sụp đổ của nhà Tây Tấn
Loạn bát vương làm nhà Tây Tấn suy yếu trầm trọng. Hàng loạt tông thất có thế lực và tài năng bị giết, khiến hoàng tộc khủng hoảng nhân sự không có người phò trợ. Các bộ tộc ngoại lai thừa cơ xâm nhập và làm loạn Trung Nguyên.
Do khủng hoảng nhân sự, các vị vương nhà Tấn phải dùng tới các tướng sĩ người "Hồ" và họ nhân đó phát triển thế lực. Một bộ tướng của Thành Đô vương Tư Mã Dĩnh (người tham gia loạn bát vương) là Lưu Uyên đã lớn mạnh trong lúc các sứ quân họ Tư Mã giết hại lẫn nhau. Khi loạn bát vương chấm dứt, Tư Mã Dĩnh đã bị giết; trong 8 vương chỉ còn lại Đông Hải vương Tư Mã Việt nắm quyền trong triều.
Lưu Uyên phát triển thành cánh quân độc lập. Năm 304, Uyên xưng làm vua, lập ra nước Hán, sử gọi là Hán Triệu. Uyên mang quân đánh chiếm đất nhà Tấn, các vương công nhà Tấn vẫn mải mê chém giết lẫn nhau không lo trừ họa ngoại tộc. Trước khi Lưu Uyên nổi dậy, năm 303, người tộc Tung là Lý Đặc, Lý Hùng ở Tây Thục đã nổi lên chống Tấn. Sau khi Lý Đặc bị quân Tấn giết, Lý Hùng kế tục, tỏ ra là tướng có tài, đánh chiếm Tây Xuyên mà nhà Tấn không còn khả năng quản lý, lập ra nước Thành, sử gọi là Thành Hán.
Tháng 11 năm 306, Tư Mã Việt giết Huệ Đế Tư Mã Trung, lập Hoài Đế Tư Mã Xí lên thay. Nhà Tấn không dẹp nổi sự làm loạn của các ngoại tộc người Hồ tràn lan khắp Trung Nguyên.
Năm 310, Lưu Uyên chết, con là Vũ Đế Lưu Thông lên thay. Năm 311, Lưu Thông tấn công kinh thành Lạc Dương, bắt sống Tấn Hoài Đế và nhiều triều thần nhà Tấn. Trong cuộc tấn công của Lưu Thông, quân Tấn thất bại nhanh chóng do không đủ mạnh và các sứ quân nhà Tấn đều chỉ nhân loạn lạc để phát triển cơ đồ riêng, không muốn cứu vua. Vua Tấn bị bắt nhưng vẫn không ai lập vua thay để có chính lệnh điều khiển "thiên hạ" cứu vãn tình thế. Mãi tới năm 313, nghe tin Hoài đế bị Lưu Thông giết hại, một bộ phận triều thần lập Tư Mã Nghiệp lên nối ngôi ở Trường An, tức là Tấn Mẫn Đế. Tuy nhiên chính thể của Mẫn Đế cũng đã rất suy yếu, chỉ cai quản một góc Trường An. Năm 316, Lưu Thông lại điều quân dễ dàng đánh chiếm Trường An bắt sống Mẫn Đế. Tấn Mẫn Đế làm tù binh rồi bị Lưu Thông giết chết. Nhà Tây Tấn diệt vong.
Một quý tộc nhà Tấn là Lang Nha vương Tư Mã Tuấn (hay Duệ - cháu nội Tấn Vũ Đế) tập hợp lực lượng ở Giang Đông, tự xưng làm vua, tức là Tấn Nguyên Đế, trở thành người kế tục Tấn Mẫn Đế. Do nhà Tấn của Tư Mã Tuấn đóng đô ở Kiến Khang, phía đông so với nhà Tấn của các vua trước nên sử gọi là nhà Đông Tấn (317-420).

## Ngũ Hồ hỗn chiến

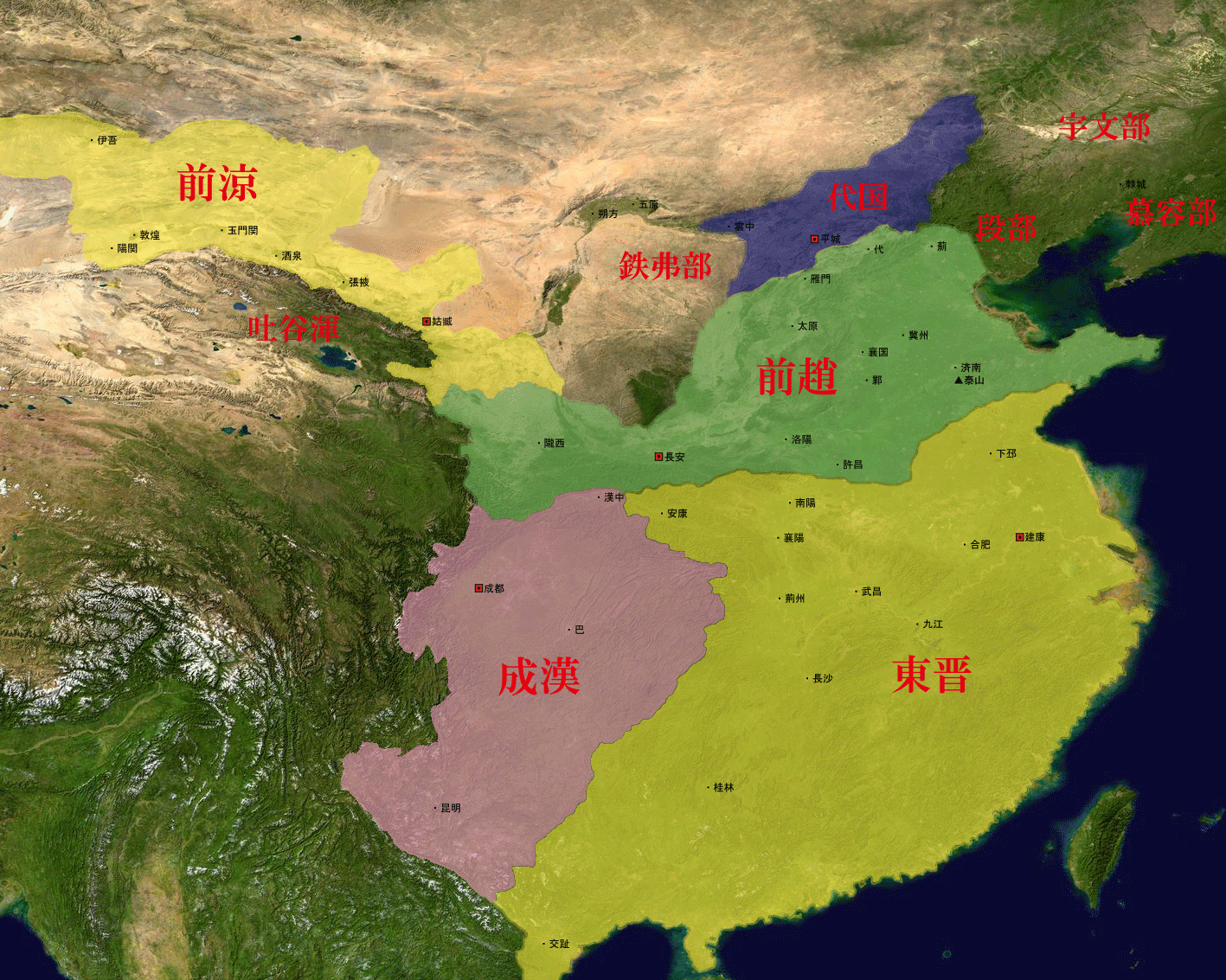
Năm 315
Đông Tấn
Thành Hán
Tiền Triệu
Tiền Lương
Đại

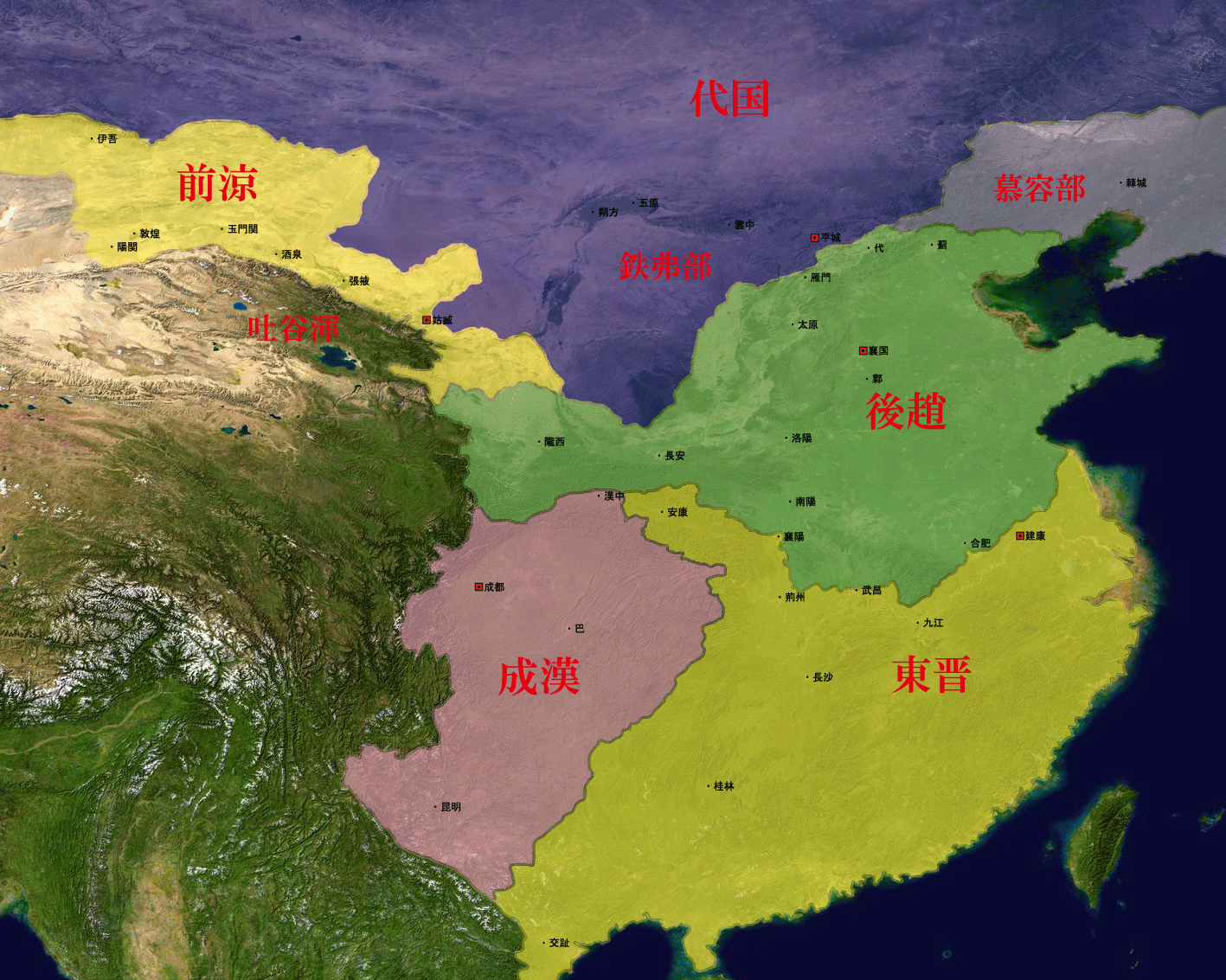
Năm 330
Đông Tấn
Thành Hán
Hậu Triệu
Tiền Lương
Đại
Mộ Dung bộ

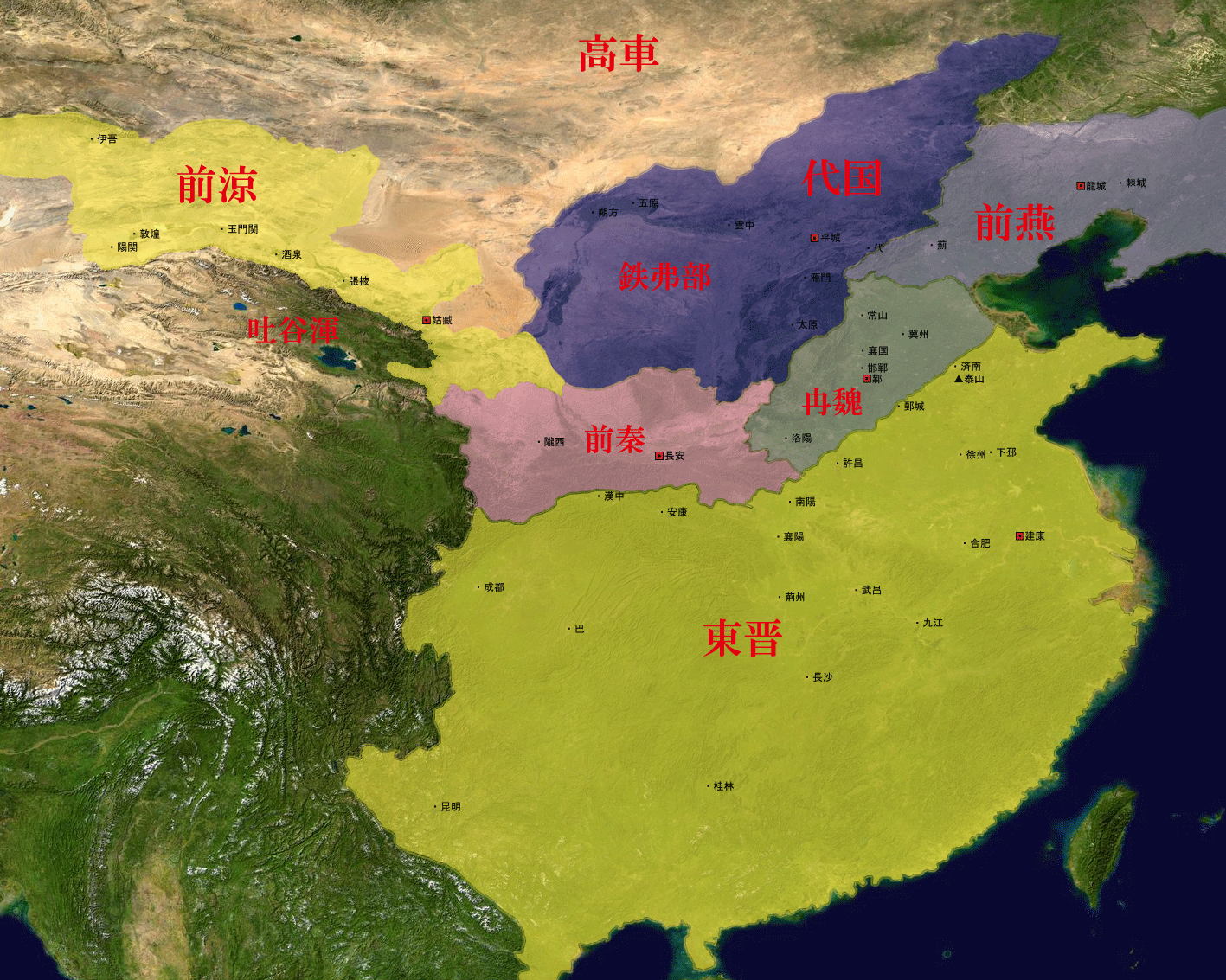
Năm 351
Đông Tấn
Tiền Tần
Nhiễm Ngụy
Tiền Lương
Đại
Tiền Yên

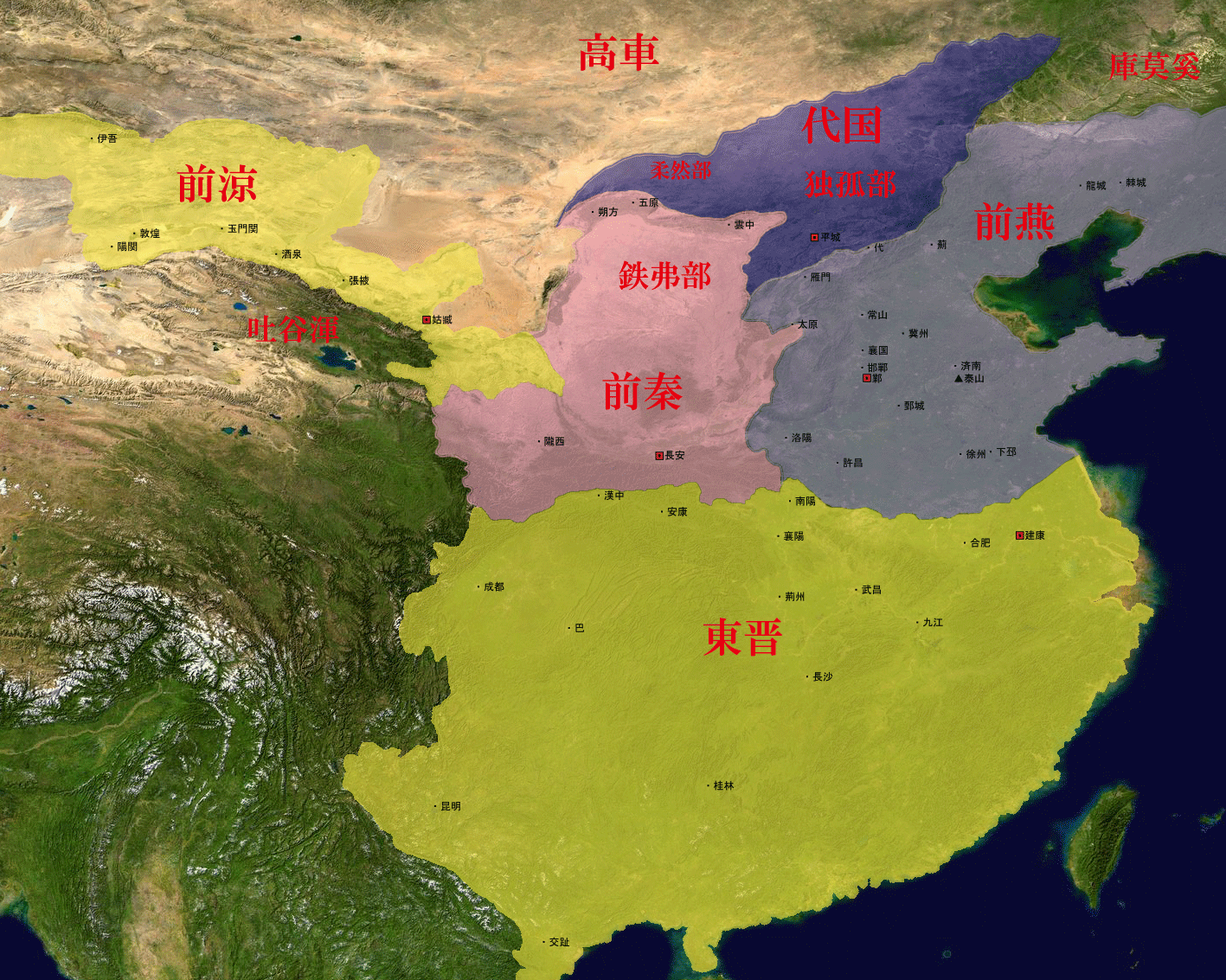
Năm 369
Đông Tấn
Tiền Tần
Tiền Lương
Đại
Tiền Yên

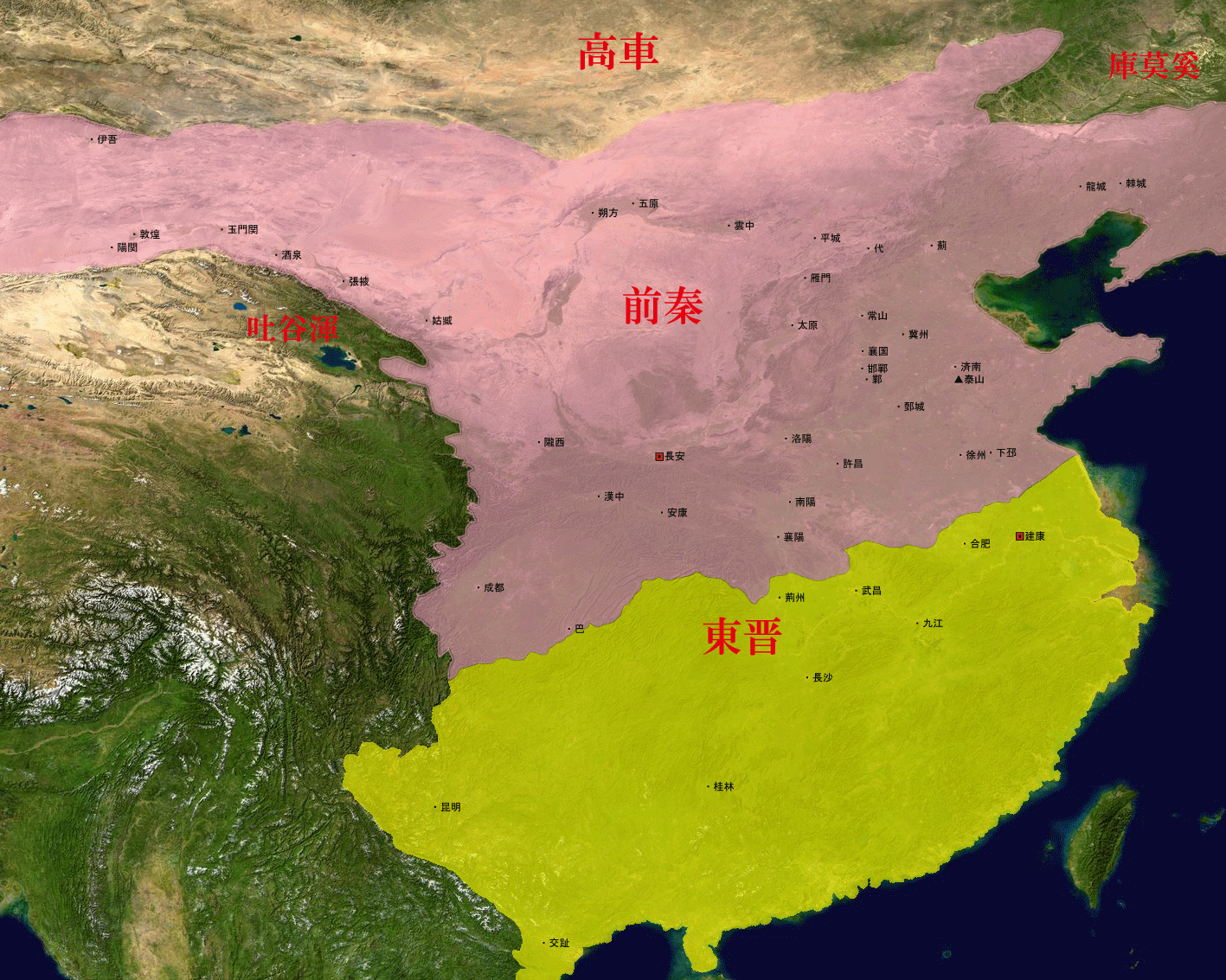
Năm 376
Tiền Tần
Đông Tấn

### Tiền Triệu - Hậu Triệu
Một bộ tướng của cha con Lưu Uyên - Lưu Thông là Thạch Lặc, người tộc Yết, trong quá trình giúp Hán Triệu diệt nhà Tấn, đã tranh thủ phát triển thế lực riêng.
Sau khi diệt được Tây Tấn, Lưu Thông không chú tâm đến chính sự, chỉ chơi bời hưởng lạc, việc triều đình bị Cận Chuẩn (靳準) thao túng. Năm 318, Thông quá ham tửu sắc mà chết, con là Lưu Xán lên thay. Cận Chuẩn nắm quyền lấn át Xán, lộng hành phế truất giết Xán, tàn sát con cháu Lưu Uyên và Lưu Thông. Một người con nuôi của Lưu Uyên là Lưu Diệu đang cầm quân ngoài mặt trận, kéo về kinh đô Bình Dương (Sơn Tây) diệt Cận Chuẩn. Lưu Diệu được một số lớn đại thần ủng hộ đưa lên ngôi đế, đặt quốc hiệu là Triệu, còn gọi là Tiền Triệu. Lúc đó các tộc Hồ tràn xuống Trung Nguyên rất nhiều. Lưu Diệu lên ngôi, bình định dẹp hết sự phản kháng của các dân tộc thiểu số như Chi, Khương, Ba, Yết. Để củng cố quyền thống trị, ông chia rẽ tộc Hồ và Hán và lợi dụng một số phần tử thượng tầng dân tộc để cai trị dân tộc ấy.
Cùng lúc Lưu Diệu diệt Cận Chuẩn, tướng Thạch Lặc cầm quân ở ngoài cũng ra mặt xưng vương, ly khai Tiền Triệu, cũng đặt tên nước là Triệu, sử gọi là Hậu Triệu.
Vì giới thống trị chính trị hủ bại, nội bộ Tiền Triệu mâu thuẫn gay gắt, cơ bản quốc gia hoàn toàn bất ổn. Năm 329, Lưu Diệu bị Thạch Lặc đánh bại, bắt sống và giết chết. Nước Hán Triệu mất.

### Tiền Lương - Tiền Yên - Bắc Đại
Trong khi Ngũ Hồ xâu xé đất đai Trung Nguyên, một tướng vùng biên phía tây của nhà Tây Tấn là Trương Quỹ coi giữ Lương Châu, không hàng phục các chính quyền Ngũ Hồ, tự giữ bờ cõi cai trị và vẫn dùng niên hiệu nhà Tấn. Tới khi Trung Nguyên cơ bản mất về tay Ngũ Hồ, ông tự lập làm Lương Vương, lập ra nước Tiền Lương, định kỳ vẫn sai người đi sứ tới Kiến Khang xin lệnh nhà Đông Tấn.
Dòng họ Trương Quỹ cai trị Tây Lương rất được lòng dân, truyền được 9 đời kéo dài hơn 70 năm, một thời gian dài trong số 16 nước thời đó.
Trong khi đó tại vùng phía bắc và đông bắc có đông người Tiên Ty sinh sống, trong đó có họ tộc Mộ Dung và họ Thác Bạt lớn mạnh.
Họ Thác Bạt trấn trị phía bắc, xen lẫn với người Hung Nô. Cuối thời Tây Tấn, thủ lĩnh Thác Bạt Y Lô có công cùng thứ sử U châu nhà Tấn là Vương Tuấn đánh lui vài cuộc tấn công của quân Hán Triệu do Thạch Lặc chỉ huy. Vì vậy, Y Lô được nhà Tấn phong làm Đại Công, cai trị đất Đại. Khi Tiền Triệu và Hậu Triệu lấy gần trọn trung nguyên, họ Thác Bạt xưng vương, lập ra nước Bắc Đại.
Ở phía đông bắc, họ Mộ Dung cũng nhân lúc hai nước Triệu hỗn chiến và nhà Tấn nép xuống phía nam để phát triển lực lượng. Năm 337, Mộ Dung Hối lập ra nước Tiền Yên.

### Hậu quả từ sự tan rã của Hậu Triệu: Tiền Tần
Tới giữa thế kỷ 4, phía bắc Trung Quốc có một loạt biến động dẫn tới sự diệt vong của hàng loạt quốc gia Ngũ Hồ và thay vào đó là sự ra đời của một loạt nước khác.
Sau khi diệt Tiền Triệu, Hậu Triệu trở thành nước lớn nhất miền bắc, tuy chưa diệt được Thành Hán, Tiền Yên và Tiền Lương nhưng vẫn hay can thiệp vào Bắc Đại. Thạch Lặc rất chú trọng xây dựng chính quyền, tiếp thu văn minh Hán tộc. Năm 333, Thạch Lặc chết, quyền hành rơi vào tay em Lặc là Thạch Hổ. Hổ giết hết con cháu Lặc, tự xưng làm vua. Nhưng Hổ là bạo chúa, tàn sát rất nhiều quan lại rồi cả con cháu của mình. Ông còn xây dựng tràn lan, cướp cả vợ con người khác để hoang dâm vô độ, nhân dân chết đói rất nhiều.
Do vậy các dân tộc nổi dậy phản kháng không ngừng. Các con trai Thạch Hổ tranh quyền. Thái tử Thạch Tuyên giết Thạch Thao, Thạch Hổ giết Thạch Tuyên. Năm 349, Thạch Hổ chết, chính quyền rơi vào tay con nuôi Hổ là Thạch Mẫn (vốn tên là Nhiễm Mẫn, là người Hán). Mẫn giết hết con cháu Thạch Hổ, tự lập làm vua, đặt tên nước là Nguỵ, tức là nước Nhiễm Nguỵ. Một người trong hoàng tộc Hậu Triệu là Thạch Chi tự lập ở Tương Quốc. Nhiễm Mẫn đánh bại bức hàng tướng của Chi là Lưu Hiển, sai Lưu Hiển đánh giết Thạch Chi. Hậu Triệu mất.
Tuy nhiên Nhiễm Mẫn hung hăng không được bao lâu. Có trong tay binh hùng tướng mạnh, Nhiễm Mẫn diệt Hậu Triệu. Năm 352, Nhiễm Mẫn mang quân đánh Tiền Yên, đánh chiếm hơn nửa đất Yên, sắp thống nhất miền bắc. Biết Nhiễm Mẫn kiêu ngạo chủ quan khinh địch, Yên vương Mộ Dung Tuấn dùng kế bắt sống được Mẫn chém chết. Nước Nhiễm Ngụy tồn tại chỉ hơn 2 năm.
Năm 347, quyền thần Đông Tấn là Hoàn Ôn mang quân diệt nước Thành Hán của Lý Thế (cháu Lý Hùng).
Khi Hậu Triệu tan rã, một loạt các tù trưởng các bộ tộc người Chi, người Khương ra sức tự lập. Năm 350, một tướng cũ của Hậu Triệu, người tộc Chi (hay Đê) là Bồ Hồng chiếm giữ Quan Trung, lập ra nước Tiền Tần, đổi ra họ Phù. Khi đó Hậu Triệu chưa mất hẳn, Phù Hồng bị tướng Hậu Triệu là Ma Thu đầu độc chết, con là Phù Kiện lên thay.
Năm 351, đại tướng Hoàn Ôn của Đông Tấn sau khi diệt Thành Hán lại mang quân đánh Tiền Tần. Phù Kiện bỏ Trường An chạy, nhưng lại dùng kế "vườn không nhà trống", đốt hết lúa ngoài đồng khiến quân Đông Tấn bị đói. Hoàn Ôn buộc phải rút quân về.
Tạm yên mặt nam, Phù Kiện tấn công về phía đông, tranh giành đất cũ của Hậu Triệu và Nhiễm Ngụy với Tiền Yên. Về cơ bản, sau năm 352, Trung Nguyên nằm trong tay Tiền Tần và Tiền Yên, phía bắc xa xôi là Bắc Đại, phía tây xa xôi là Tây Lương (Tiền Lương).
Năm 355, Phù Kiện chết, con là Phù Sinh lên thay. Phù Sinh sinh ra đã chỉ có 1 mắt, rất tàn nhẫn, sát hại nhiều quan lại và người trong họ, hễ những người này lỡ phạm phải những chữ "một", "thiếu" "lẻ"... vì Sinh cho rằng ám chỉ đến tật một mắt của mình. Vì thế lòng người chán ghét Sinh. Năm 357, em họ Sinh là Phù Kiên giết Sinh lên thay, trở thành một trong những vua nổi tiếng nhất thời Ngũ Hồ.
Nhờ chính sách hòa hợp dân tộc, thu hút nhân tài người Hán, Tiền Tần dưới tay Phù Kiên lớn mạnh rất nhanh. Năm 371, Kiên đánh bắt sống vua Tiền Yên là Mộ Dung Vĩ. Tới năm 376, bức hàng nước Tây Lương của Trương Thiên Tích. Sau đó, nhân khi Bắc Đại có tranh chấp nội bộ, Phù Kiên diệt Bắc Đại, chia đất làm hai. Về cơ bản, lần đầu tiên Phù Kiên thống nhất toàn miền bắc Trung Quốc kể từ năm 304.

## Vai trò của Đông Tấn

### Bắc phạt
Đông Tấn dù phải nép xuống phía nam, nhưng nếu so tiềm lực với các nước Ngũ Hồ bị chia cắt ở phía bắc thì cũng là một nước lớn. Tuy nhiên, nội bộ Đông Tấn luôn ẩn chứa mâu thuẫn giữa các họ tộc nắm quyền trong triều. Họ Tư Mã làm vua chỉ có hư vị, quyền hành trong tay các chi họ quý tộc lớn, một số ở Giang Nam, một số di cư từ phương bắc xuống.

#### Tổ Địch
Khi nhà Tây Tấn mới mất, nhiều thành trì phía bắc vẫn trong tay các tướng trung thành với nhà Tấn. phía nam, một bộ phận tướng lĩnh, điển hình là Tổ Địch, rất tha thiết phối hợp với các tướng phía bắc tiến hành bắc phạt để thu phục Trung Nguyên.
Nhưng vua Đông Tấn và đại đa số các địa chủ miền nam không muốn chiến tranh, do đó không cấp quân và vũ khí, chỉ cho Tổ Địch một ít lương thực. Tổ Địch vượt Trường Giang đến lưu vực Hoài Hà, tự tổ chức chế tạo vũ khí và mộ quân.
Trong vòng 7-8 năm từ năm 323, quân Tổ Địch tấn công vào quân Hậu Triệu của Thạch Lặc, giành lại khá nhiều đất đai. Nhưng các đại thần nhà Đông Tấn sợ chiến thắng ngoài mặt trận sẽ khiến uy thế của ông quá lớn nên tìm cách kìm chế ông. Những hành động đơn lẻ của Tổ Địch dần dần bị cô lập, yếu đi và không mang lại kết quả lớn. Quân Ngũ Hồ thừa cơ phản công giành lại đất đai. Ông buồn rầu qua đời.
Không lâu sau đó các tướng phía bắc như Vương Tuấn, Lưu Côn, Lý Củ lần lượt bị quân Ngũ Hồ đánh bại, miền bắc mất hoàn toàn.

#### Hoàn Ôn
Tuy không thành công, nhưng ý chí chống Ngũ Hồ của Tổ Địch, Lưu Côn đã trở thành những tấm gương cho tướng sĩ thế hệ sau các ông noi theo.
Sau Tổ Địch, một thời gian dài Đông Tấn cố thủ ở miền nam không phát binh đánh miền bắc. Mãi tới khi Hoàn Ôn cầm quyền trong triều, việc bắc phạt mới được chú trọng. Là người có tài và quyết đoán, Hoàn Ôn tổ chức quân đội đánh Thành Hán. Năm 347, ông diệt nước Thành Hán của người Tung.
Năm 351, ông lại tiến quân đánh Tiền Tần của Phù Kiện nhưng đường xa bị thiếu lương nên phải rút về.
Năm 354, Hoàn Ôn làm trấn thủ Kinh châu lại cất quân bắc phạt đánh Phù Kiện nước Tiền Tần. Nhân dân người Hán thấy quân của Hoàn Ôn đều mừng rỡ, mang rượu thịt ra đón, nhưng các địa chủ ở gần Trường An lại không có ai hoan nghênh. Hoàn Ôn lấy làm lạ. Hỏi ra ông mới biết rằng từ khi vào chiếm Trung Nguyên, các triều đình người Hồ đã dùng chính sách ưu đãi địa chủ người Hán, cất nhắc làm quan và cho miễn sưu dịch. Vì thế các địa chủ người Hán rất ủng hộ các triều đình Ngũ Hồ. Hoàn Ôn đóng quân thêm một thời gian nữa nhưng vẫn không thể kêu gọi được tầng lớp này. Ông đành phải rút quân về nam. Trong lần bắc phạt này Hoàn Ôn cũng đã cầu danh sĩ người Hán là Vương Mãnh ra giúp mình, nhưng Mãnh từ chối và quay sang giúp quý tộc Tiền Tần, người sau đó trở thành vua Tần là Phù Kiên.
Do mấy lần bắc phạt không thành, uy thế trong triều của Hoàn Ôn bị giảm sút. Họ Vương, họ Tạ nhân dịp ông già yếu, đã ngăn cản việc đoạt ngôi nhà Tấn của ông năm 372.

### Đại chiến Phì Thủy
Hoàn Ôn mất, Tạ An nắm quyền. Tạ An tỏ ra là người mềm mỏng hơn Hoàn Ôn, không hiếp chế vua Tấn.
Lúc đó, Tần Chiêu đế (Phù Kiên) đã làm chủ toàn bộ miền bắc, ông huy động 90 vạn quân gồm nhiều sắc tộc Hồ và cả người Hán đi đánh miền nam, bất chấp sự phản đối của nhiều đại thần. Phù Kiên chủ quan kiêu ngạo nói rằng quân Tần chỉ cầm ném roi ngựa xuống Trường Giang là đủ lấp sông rồi.
Tướng tiên phong là Phù Dung được lệnh cầm 27 vạn quân tiên phong đi trước. Tạ An tiến cử cháu là Tạ Huyền với Tấn Hiếu Vũ Đế Tư Mã Diệu làm tướng, mang 8 vạn quân ra đóng ở Lạc Giản đón quân Tiền Tần.
Khi hai bên sắp đối trận, Phù Kiên đã mắc sai lầm là tin tưởng vào hàng tướng người Hán của Đông Tấn mới hàng là Chu Tự, sai Tự đi dụ hàng Đông Tấn. Chu Tự còn nhớ Đông Tấn, nên mang hết tình hình Tiền Tần tiết lộ cho Tạ Huyền, khuyên nên chủ động đánh quân Tần trước khi đại quân 90 vạn kịp tập hợp đông đủ. Tự còn hẹn làm nội ứng cho quân Tấn.
Lúc đó Phù Dung đang án ngữ sông Phì. Tạ Huyền bèn sai người nói với Phù Dung xin quân Tần tạm rút để quân Tấn qua sông quyết chiến. Phù Kiên cũng muốn lợi dụng quân Tấn qua một nửa sẽ đánh úp nên đồng ý rút lui một đoạn.
Đúng hẹn, quân Tấn sang sông. Trong đêm tối, quân Tần đang chờ nghênh địch, Chu Tự cầm một cánh quân, bỗng hô to:
Quân Tần thua to rồi!
Quân Tần đa sắc tộc, vốn bị cưỡng bức ra trận cho Phù Kiên, nghe nói thua trận liền quay đầu nhất loạt bỏ chạy, tiên phong Phù Dung không thể ngăn lại được. Tạ Huyền thấy quân Tần chạy, thừa cơ thúc quân Tấn truy kích, giết chết rất nhiều. Phù Dung bị tử trận trong loạn quân.
Đó là trận Phì Thủy, lớn nhất thời Ngũ Hồ, quyết định cục diện nam bắc, cứu vãn sự tồn tại của nhà Tấn và làm suy yếu trầm trọng nước Tần. 90 vạn quân Tần đại bại bỏ chạy về phía bắc. Phù Kiên về tới Lạc Dương thu thập tàn quân chỉ còn mấy chục vạn.

## Sự thống nhất của Bắc Nguỵ

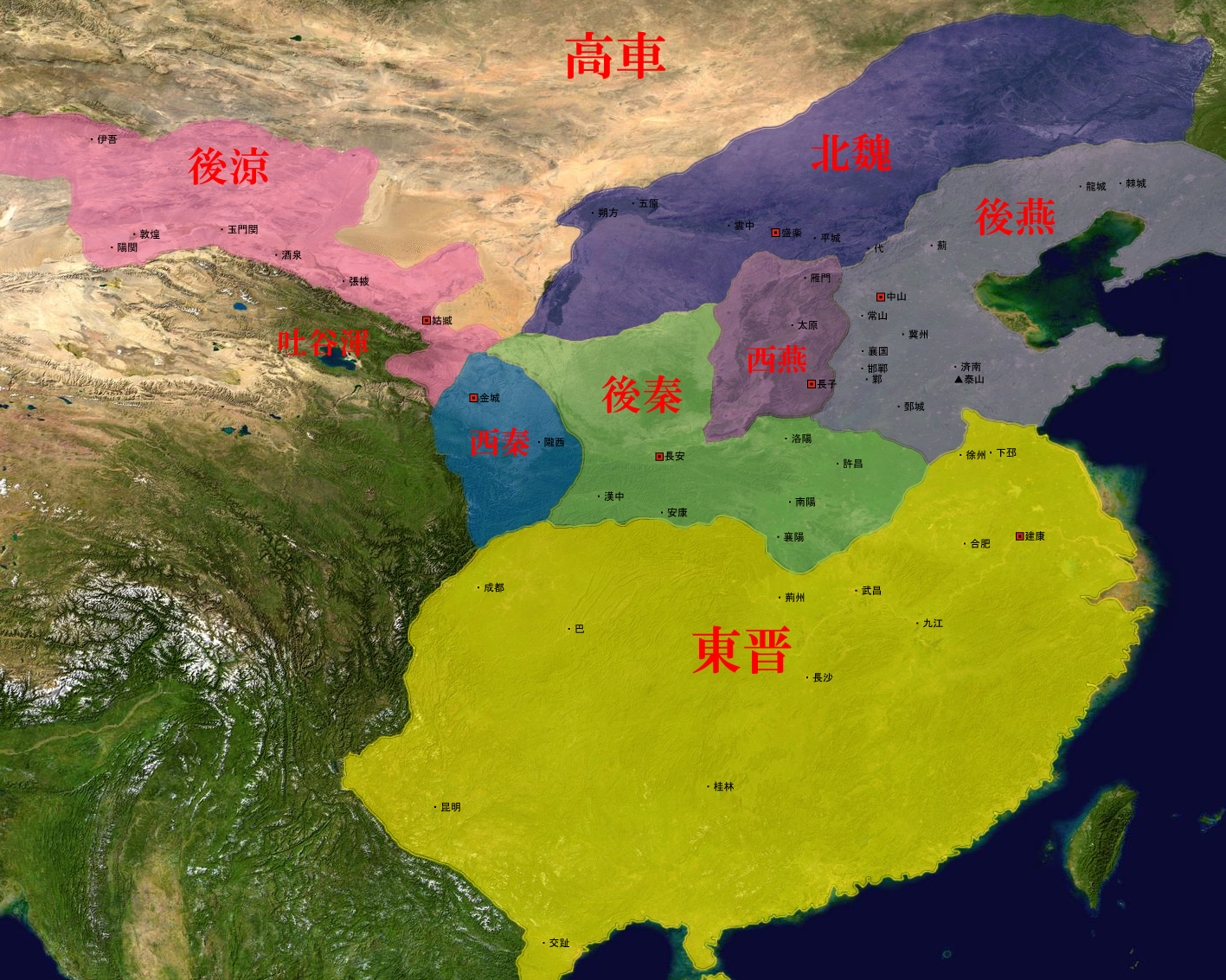
Thời kỳ 386-394
Đông Tấn
Bắc Ngụy
Hậu Yên
Tây Yên
Hậu Tần
Tây Tần
Hậu Lương

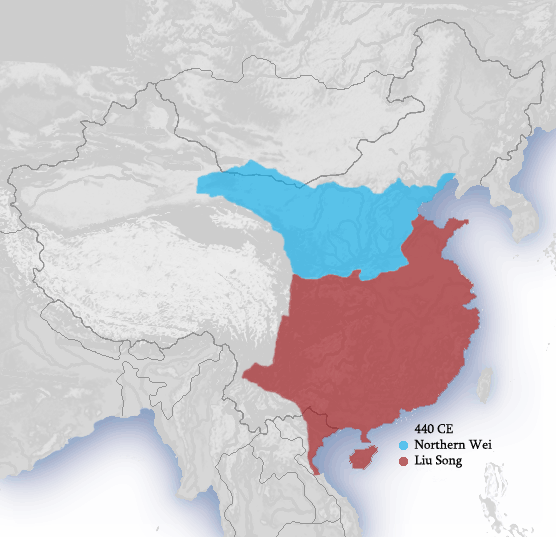
Bắc Ngụy thống nhất miền Bắc Trung Quốc, mở ra cục diện Nam Bắc triều:
Bắc Ngụy
Lưu Tống

### Xé nát Tiền Tần
Đại quân Tiền Tần của Phù Kiên chạy về bắc, tan rã từng mảng. Nhân sự suy yếu của Tiền Tần, các tướng dưới quyền bắt đầu thực hiện ý định ly khai, tái lập thế chia cắt Ngũ Hồ ở miền bắc như trước đây.
Thực ra, nguy cơ tái chia cắt đã tồn tại ngay khi Phù Kiên thống nhất, vì trong hàng ngũ tướng sĩ của ông, có nhiều người dị tộc được ông thu phục, đã manh tâm ly khai.
Khi cầm đại quân xuống phía nam, Phù Kiên đã giao cho tướng Lã Quang đi dẹp các nước thiểu số phía tây thuộc nước Tiền Lương cũ. Dẹp xong vùng Tây Lương, Quang nhân Phù Kiên bại trận bèn cắt đất Lương xưng làm Lương vương, lập ra nước Hậu Lương (384).
Năm sau, một thủ lĩnh người Tiên Ty khác là Khất Phục Quốc Nhân cũng nổi dậy xé đất Tần, lập ra nước Tây Tần (ở vùng Cam Túc ngày nay).
Ngay năm 383, các tướng họ Mộ Dung, con cháu nước Tiền Yên cũ, đã tách riêng khỏi đại quân Tiền Tần tháo chạy về phía bắc, lập lực lượng riêng chống lại Phù Kiên. Ngay trong hàng ngũ các tướng họ Mộ Dung cũng chia cắt và không thần phục nhau. Con Tiền Yên vương Mộ Dung Tuấn là Mộ Dung Thùy lập ra nước Hậu Yên, một tướng khác là Mộ Dung Xung chiếm vùng Sơn Tây lập ra nước Tây Yên.
Năm sau, một bộ tướng người Khương, cũng từng được Phù Kiên cho hàng không giết trong khi thống nhất phương bắc là Diêu Trường, nhân bị sai đi đánh Tây Yên bại trận, sợ bị Phù Kiên bắt tội, bèn ly khai, lập ra nước Hậu Tần.
Dòng dõi nước Bắc Đại cũ là Thác Bạt Khuê, được một số cựu thần trung thành, nhân khi thiên hạ đại loạn, đón lập làm vua, tái lập nước Bắc Đại, đến năm 386 đổi tên là Nguỵ, sử gọi là Bắc Nguỵ.
Như vậy, chỉ sau một thời gian rất ngắn sau trận Phì Thủy, miền bắc lại bị chia cắt trở lại, trên bản đồ phía bắc có sự tồn tại của 7 quốc gia.

### Ngũ Hồ tái hỗn chiến

#### Tần diệt Tần, Yên nuốt Yên
Mộ Dung Thùy nắm trong tay lực lượng khá mạnh cũ của Tiền Tần, nên nhanh chóng phát triển nước Hậu Yên thành nước lớn, đóng đô ở Trung Sơn.
Hai nước Tây Yên và Hậu Tần liền kề với đất Tiền Tần nên xung đột xảy ra ác liệt. Năm 385, Phù Kiên bị quân Tây Yên của Mộ Dung Xung cũng kéo đến đánh Tiền Tần để báo thù họa vong quốc năm 371, vây đánh ở Trường An, phải phá vây ra ngoài. Cùng lúc đó quân Hậu Tần của Diêu Trường thừa cơ đón bắt giết Kiên. Một số triều thần sót lại của Tiền Tần lập con Kiên là Phù Phi lên ngôi ở Nghiệp Thành, nhưng nhanh chóng bị quân Tây Yên đánh bại. Phù Phi bị tử trận.
Chính trong nội bộ các quốc gia ly khai Tiền Tần cũng vô cùng rối ren. Nước Tây Yên từ năm 384 đến 386 liên tục đổi chủ, họ Mộ Dung chém giết lẫn nhau. Cuối cùng, năm 386, Mộ Dung Vĩnh giành được ngôi vua. Nhưng lúc đó Tây Yên đã suy yếu, bị mất Trường An vào tay Hậu Tần.
Năm 386, nghe tin vua Tiền Tần là Phù Phi bị giết, cháu họ của Phù Kiên là Phù Đăng được lập làm vua. Các vua Tiền Tần nối đời kế tục nhau chiến tranh với Hậu Tần của Diêu Trường, nhưng cuối cùng đều bị cha con Diêu Trường - Diêu Hưng đánh bại. Năm 394, Phù Đăng bị quân Hậu Tần của Diệu Hưng giết chết. Phù Sùng được lập lên thay, nhưng vẫn không xoay chuyển được tình thế. Phù Sùng bị quân Hậu Tần đánh bại, bỏ chạy về phía tây, bị quân Tây Tần bắt giết. Nước Tiền Tần mất.
Hậu Tần diệt được Tiền Tần, phát triển thành nước lớn phía tây. Trong khi đó, Hậu Yên vương Mộ Dung Thùy không muốn họ tộc Mộ Dung bị chia rẽ, bèn mang quân đánh Tây Yên. Năm 394, Mộ Dung Thùy giết được Mộ Dung Vĩnh, diệt nước Tây Yên. Hậu Yên cũng trở thành nước lớn. Về cơ bản, Hậu Tần và Hậu Yên đóng ở vị trí như Tiền Tần và Tiền Yên trước đây.

#### Hai nước Yên mới
Tuy nhiên, cục diện đó lập tức bị phá vỡ. Nước Ngụy của Thác Bạt Khuê nhanh chóng lớn mạnh, cất quân nam tiến, đánh Hậu Yên. Quân yên không chống nổi, thái tử Mộ Dung Bảo liên tục bị thua trận. Mộ Dung Thùy phải tự tay cầm quân tạm đẩy lui được quân Nguỵ, nhưng không lâu sau thì già yếu mà mất (396).
Quân Ngụy lại nam tiến, lấy đất Hậu Yên như tằm ăn lá dâu. Vùng Hà Nam, Hà Bắc bị quân Ngụy chiếm. Hậu Yên rút lên phía bắc, chỉ bao gồm đất của nước Yên cổ thời Chiến Quốc xưa kia. Cùng lúc đó nội bộ Hậu Yên lại xảy ra tranh đoạt, chém giết lẫn nhau, khiến liên tiếp chỉ trong chưa đầy 10 năm, các vua Mộ Dung Bảo (398), Mộ Dung Thịnh (401), Mộ Dung Hy (407) đều bị giết. Một người con nuôi của Mộ Dung Bảo là Cao Vân giết Hy làm vua, nhưng không lâu sau bị quyền thần giết chết (409). Một đại thần người Hán là Phùng Bạt được lập lên ngôi, đổi quốc hiệu là Bắc Yên, vì khi đó nước Yên nằm ở phương bắc, để phân biệt với nước Nam Yên.
Khi Hậu Yên bị Ngụy xâm chiếm, một người con của Mộ Dung Thùy là Mộ Dung Đức bỏ chạy về vùng Sơn Đông, bị tách khỏi lực lượng của Mộ Dung Bảo, không thể liên hệ được. Nghe tin Mộ Dung Bảo bị giết (398), Đức bèn chiếm lấy vùng Hoài Bắc, giáp với Đông Tấn, xưng làm Nam Yên vương. Trên thực tế Nam Yên và Bắc Yên đều rất nhỏ bé, không có đủ thực lực để tái lập sự hùng mạnh của Tiền Yên.

#### Chia nhỏ Hậu Lương
Tại nước Hậu Lương, sau khi vua sáng lập Lã Quang chết (399), nội bộ cũng lục đục, những người trong họ tranh nhau quyền, giết hại lẫn nhau. Các bộ tộc lân cận thừa cơ ly khai, chia cắt nước Hậu Lương lớn thành 4 nước nhỏ: người tộc Hung Nô là Thư Cừ Mông Tốn dựng Đoàn Nghiệp làm vua Bắc Lương, người Tiên Ty là Thốc Phát Ô Cô lập ra nước Nam Lương, người Hán là Lý Cảo lập ra nước Tây Lương. Cùng lúc đó nước Hậu Lương vẫn chưa mất hẳn.
Tới năm 403, cháu Lã Quang là Lã Long bị vua Hậu Tần là Diêu Hưng diệt. Trên bản đồ phía bắc khi đó có 8 nước: Bắc Ngụy (lớn nhất), Bắc Yên, Nam Yên, Hậu Tần, Tây Tần, Bắc Lương, Nam Lương, Tây Lương.

### Cá lớn nuốt cá bé
Chiến tranh sinh tồn giữa Đông Tấn và Ngũ Hồ vẫn ác liệt. Năm 407, hậu duệ của một tộc người Hung Nô, con của Lưu Vệ Thần - thủ lĩnh người Hung Nô bị Thác Bạt Khuê đánh bại khi dựng nước Ngụy năm 386 - tên là Lưu Bột nổi dậy ở miền bắc, đổi họ là Hách Liên. Hách Liên Bột Bột vốn là thuộc tướng của Hậu Tần. Diêu Hưng phân cấp cho ông 5 bộ Tiên Ti và hơn 2 vạn người Hồ trấn thủ phương bắc, vì đó ông được nắm quân tự lập ra nước Hạ, định đô ở Thống Vạn (Hành Sơn, Thiểm Tây).
Năm 410, tướng Đông Tấn là Lưu Dụ diệt nước Nam Yên của cháu Mộ Dung Đức là Mộ Dung Siêu.
Năm 414, vua Tây Tần là Khất Phục Sí Bàn diệt nước Nam Lương của Thốc Phát Nục Đàn.
Năm 417, tướng Đông Tấn là Lưu Dụ lại bắc tiến, chiếm Trường An, diệt nước Hậu Tần của cháu Diệu Trường là Diêu Hoằng. Dụ để con là Nghĩa Chân ở lại giữ Trường An rồi rút quân về. Nhân khi Lưu Dụ mải tranh giành quyền hành trong triều Tấn để chuẩn bị cướp ngôi, không chú ý tới miền bắc, vua Hạ là Hách Liên Bột Bột (Lưu Bột) mang quân đánh chiếm Trường An - kinh đô cũ của Hậu Tần. Lưu Nghĩa Chân bỏ Trường An chạy về nam. Từ đó Hạ cũng thành một nước lớn, thế chỗ của Hậu Tần.
Năm 420, Lưu Dụ cướp ngôi nhà Tấn, lập ra nhà Tống, sử gọi là Lưu Tống.
Năm 421, vua Bắc Lương là Thư Cừ Mông Tốn (cướp ngôi Đoàn Nghiệp năm 401) mang quân diệt Tây Lương của cháu Lý Cảo là Lý Tuân.
Như vậy tới năm 421, trên bản đồ phía bắc chỉ còn các nước: Bắc Nguỵ, Bắc Yên, Hạ, Bắc Lương, Tây Tần.
Năm 431, vua Hạ là Hách Liên Định mang quân diệt Tây Tần. Nhưng cùng năm 431, vua Bắc Ngụy là Thái Vũ Đế Thác Bạt Đảo điều quân đánh Hạ. Nước Hạ vừa qua chiến tranh với Tây Tần, bị quân Ngụy diệt gọn, nước Hạ mất. Thế là 2 nước bị diệt năm 431. Đây cũng là lần duy nhất trong lịch sử nội chiến Trung Quốc, một nước vừa diệt một nước khác lại bị diệt ngay trong 1 năm.
Năm 436, Bắc Ngụy đánh Bắc Yên, bắt vua Yên là Phùng Hoằng. Nước Bắc Lương còn lại trơ trọi cũng không tồn tại được lâu. Năm 439, Thác Bạt Đào đánh Bắc Lương, bắt vua Lương là Thư Cừ Mục Kiền. Cục diện Ngũ Hồ loạn Hoa hơn 100 năm với hơn 20 quốc gia chấm dứt.
Toàn thể phương bắc được thống nhất trong tay Bắc Ngụy. Ở miền nam trong tay nhà Lưu Tống, sử gọi thời kỳ các triều đại nam và bắc nối nhau cai trị hai miền là Nam Bắc triều. Chiến tranh vẫn chưa chấm dứt.

## Bình luận

### Tính sắc tộc
Tính cả các vua nhà Tấn, thời Ngũ Hồ thập lục quốc có tới gần 150 vua xưng đế hoặc xưng vương. Chiến tranh xảy ra liên miên trên hầu khắp miền bắc Trung Quốc. Miền nam tuy không nhiều chiến sự như miền bắc nhưng cũng gặp phải loạn do các tướng gây ra và sau đó là khởi nghĩa nông dân.
Không giống như những thời đại loạn lạc Chiến Quốc trước đó hay Ngũ đại Thập quốc sau đó, chiến tranh Ngũ Hồ loạn Hoa mang nặng tính sắc tộc. Đây là lần đầu tiên các tộc Hồ phương Bắc tràn xuống Trung Nguyên và dựng lên chính quyền của chính mình, tranh giành với người Hán và tàn sát lẫn nhau. Do đó mức độ đối địch giữa các sắc tộc gay gắt hơn so với thời Ngũ Đại thế kỷ 10, khi các tộc này đã có bề dày vài trăm năm ở lẫn với người Hán và ít nhiều được hưởng địa vị nhất định trong xã hội, không đơn thuần làm nô tỳ như trước đây.

### Những ông vua hiếu chiến
Một loạt quốc gia nay được dựng lên rồi mai đổ, thay hiệu, đổi ngôi chia cắt triền miên. Chẳng những chiến tranh tàn khốc mà nền cai trị của các vua Ngũ Hồ cũng tàn khốc, một phần do tính sắc tộc. Không giống với các vua người Hán, các vua Ngũ Hồ phần lớn xuất thân có trình độ văn hóa thấp, có tinh thần thượng võ, hiếu chiến và ưa dùng vũ lực. Các nhà sử học đã xác nhận thời kỳ này xuất hiện những bạo chúa như Thạch Hổ, Nhiễm Mẫn, Phù Sinh, Hách Liên Bột Bột... Nhiều vua Ngũ Hồ đồng thời là những viên tướng thiện chiến, thường trực tiếp làm tướng cầm quân ra mặt trận và lập công hiển hách như Thạch Lặc, Thạch Hổ, Phù Kiên, Mộ Dung Thuỳ, Diêu Trường, Hách Liên Bột Bột... Đồng thời không ít vị bị bắt hoặc bỏ mình ngoài chiến trường như Lưu Diệu nước Tiền Triệu; Nhiễm Mẫn nước Nhiễm Nguỵ; Phù Kiên, Phù Đăng, Phù Xung nước Tiền Tần... Đó là một điểm khác của các vua Ngũ Hồ với các vua Đông Tấn - thường kết thúc số mệnh trong cung đình, dù là trong thời hòa bình hay loạn lạc.

### Những quốc gia và ông vua vắn số
Hiển nhiên, trong cung đình các triều đại Ngũ Hồ ngắn ngủi cũng không ít biến loạn. Hơn 20 nước thay nhau chia cắt miền bắc. Cũng như số phận các vua nhà Tây Tấn, hầu hết các quốc gia Ngũ Hồ đều chỉ hưng thịnh được một đời với một vị vua anh minh và vua khai quốc. Các vua khai quốc chưa đủ thời gian và lực lượng thống nhất đã qua đời hoặc bị trừ khử. Cuộc thanh trừng diễn ra trong hầu hết nội bộ các triều đại Ngũ Hồ. Tính trung bình, mỗi vị vua chỉ ngồi ngai vàng được vài năm. Trong số 20 nước chỉ có các nước Tiền Lương, Tiền Yên, Bắc Yên, Hạ, Tây Tần, Hậu Tần là tương đối yên ổn nội bộ, không có lật đổ, thoán đoạt. Còn lại những quốc gia khác đều xảy ra chém giết, sát hại cung đình, trong khi đó bên ngoài biên giới, chiến sự còn đang rối ren, nguy cơ mất nước cận kề. Suốt hơn 100 năm, chỉ có vài vị vua Ngũ Hồ được giới sử học đánh giá cao, như Lưu Uyên nước Hán Triệu, Thạch Lặc nước Hậu Triệu, Lý Hùng nước Thành Hán, Phù Kiên nước Tiền Tần và Mộ Dung Thùy nước Hậu Yên. Chính nước Bắc Ngụy hùng mạnh, có công thống nhất miền bắc cũng không tránh khỏi những biến loạn cung đình, ngay trong thời kỳ xây dựng: vua sáng lập Thác Bạt Khuê và vua thống nhất Thác Bạt Đảo đều bị sát hại.

### Về nhà Tấn trong chiến tranh với Ngũ Hồ
Xét toàn cục sâu xa, ngọn lửa Ngũ Hồ có thể không cháy lan rộng và kéo dài như đã diễn ra trong lịch sử, nếu những người cầm quyền họ Tư Mã sáng suốt hơn.
- Thứ nhất là loạn bát vương châm lửa cho loạn Ngũ Hồ. Những người Hồ mở đầu cho cuộc đại loạn như Lưu Uyên, Lý Đặc sẽ không dám khởi loạn, hoặc sẽ bị dẹp nhanh chóng nếu kế tục Tấn Vũ Đế là một ông vua sáng suốt và loạn bát vương dừng lại ở trong cung đình, không trở thành chiến trường lan rộng ra ngoài kinh thành. Chính từ khi các vương tập hợp đại quân hỗn chiến để đánh Tư Mã Luân (301), Lý Đặc và Lưu Uyên mới lần lượt có cơ hội lộ diện (302, 304). Nực cười là trong loạn bát vương các vương ra sức dựng cờ cần vương phò tá hoàng đế còn khi Ngũ Hồ loạn Hoa thì các hoàng thân chỉ đứng nhìn Tây Tấn sụp đổ hoàng đế bị giết, rồi tự lập.
- Thứ hai, Đông Tấn chứa thêm mâu thuẫn của các sĩ tộc gốc Giang Nam và các sĩ tộc di cư từ Trung Nguyên. Các sĩ tộc miền nam bị đặt thấp hơn địa vị sĩ tộc miền bắc trong chính quyền Đông Tấn, vì vậy không thể huy động toàn thể sức mạnh của Giang Nam vào cuộc chiến.
- Thứ ba là sự ươn hèn của những người cầm quyền Đông Tấn. Các vua Đông Tấn không có ai đáng kể trong lịch sử Trung Quốc, kể cả vua sáng lập Nguyên Đế Tư Mã Tuấn và Tấn Hiếu Vũ Đế Tư Mã Diệu - ông vua trong thời gian cai trị có trận Phì Thủy. Các vua Đông Tấn đại thể mờ nhạt như các vua Đông Hán sau Lưu Tú, đại quyền nằm trong tay các thế tộc. Ngay trong các thế tộc chia nhau nắm quyền thì hai họ lớn là họ Vương, họ Tạ cũng không có tinh thần bắc tiến, chỉ muốn giữ Giang Nam yên ổn.Thậm chí các thế tộc còn tranh giành quyền lực lẫn nhau và với cả hoàng thất Đông Tấn. Vì thế, trước những cơ hội thu phục miền bắc như khi Cận Chuẩn tàn phá Hán Triệu, Nhiễm Mẫn tàn phá Hậu Triệu (và kêu gọi hợp tác), Phù Kiên đại bại ở Phì Thủy, Đông Tấn đều không tận dụng triệt để. Vì vậy, miền bắc tiếp tục trong tay tộc này hay tộc khác của Ngũ Hồ không chỉ trong thời Đông Tấn mà suốt gần 300 năm (tới năm 581). Chính sách đối phó của đại thần Vương Đạo là "Cứ bình tĩnh, hòa hoãn tạm thời rồi đâu lại vào đó". Tạ An khi kế tục Hoàn Ôn cũng lập lại chính sách của Vương Đạo. Cái chết uất ức của Tổ Địch, dù không oan khuất như Nhạc Phi, nhưng cũng xuất phát từ nguyên nhân "hòa hoãn, ngại bắc tiến" của các vua Đông Tấn - như Tống Cao Tông sau này.

Đông Tấn được xem là kế tục Đông Ngô theo cách gọi Lục triều ở Giang Nam, nhưng nội bộ chia rẽ và bất ổn hơn nhiều so với Đông Ngô trước đây. Vì vậy, dù chiến thắng Phì Thủy có dáng dấp của chiến thắng Xích Bích - quân nam đại thắng quân bắc, dùng địa thế hiểm trở, lấy vài vạn địch trăm vạn, tận dụng sự chủ quan của địch mạnh..., nhưng sau đó Đông Tấn vẫn không mạnh lên như Đông Ngô mà lại yếu đi. Chiến thắng này chỉ ngăn cản sự nghiệp của Phù Kiên nói riêng, người Hồ nam tiến nói chung và duy trì thêm sự tồn tại của nhà Tấn. Vì vậy đời sau cũng không xem Phù Kiên như Tào Tháo, không so Tạ Huyền với Chu Du, không xếp Tư Mã Diệu ngang với Tôn Quyền.
- Có một nguyên nhân khác khiến nhà Tấn không thể bắc tiến thành công, đó là chính sách cai trị của các triều Ngũ Hồ. Họ biết tận dụng giai cấp địa chủ Trung Nguyên, cho hưởng ưu đãi, thu dụng làm quan để tận dụng trình độ văn hoá và cho miễn lao dịch. Vì vậy số đông địa chủ phía bắc đã ủng hộ các triều đại Ngũ Hồ.

## Danh sách các nước

### Thập lục quốc
| Tên nước        | Dân tộc         | Số vua | Vua sáng lập                   | Vua cuối cùng     | Trị vì            | Số năm | Phạm vi lãnh thổ | Quốc đô                  | Nước tiêu diệt        |
| --------------- | --------------- | ------ | ------------------------------ | ----------------- | ----------------- | ------ | --- | ------------------------ | --------------------- |
| Hán, Tiền Triệu | Hung Nô         | 6      | Lưu Uyên                       | Lưu Hy            | Hán 304－318      | 26     | Lưu vực sông Vị tỉnh Thiểm Tây, bộ phận tỉnh Cam Túc, Sơn Tây, Hà Nam, Hà Bắc.                                                                        | 1.Bình Dương 2.Trường An | Hậu Triệu             |
| Hán, Tiền Triệu | Hung Nô         | 6      | Lưu Uyên                       | Lưu Hy            | Triệu 318－329    | 26     | Lưu vực sông Vị tỉnh Thiểm Tây, bộ phận tỉnh Cam Túc, Sơn Tây, Hà Nam, Hà Bắc.                                                                        | 1.Bình Dương 2.Trường An | Hậu Triệu             |
| Thành Hán       | Đê              | 5      | Lý Hùng                        | Lý Thế            | Thành 304－338    | 43     | phía đông tỉnh Tứ Xuyên và bộ phận tỉnh Vân Nam, Quý Châu                                                                                             | Thành Đô                 | Đông Tấn              |
| Thành Hán       | Đê              | 5      | Lý Hùng                        | Lý Thế            | Hán 338－347      | 43     | phía đông tỉnh Tứ Xuyên và bộ phận tỉnh Vân Nam, Quý Châu                                                                                             | Thành Đô                 | Đông Tấn              |
| Tiền Lương      | Hán             | 8      | Trương Thực                    | Trương Thiên Tích | 314－376          | 63     | phía tây Cam Túc, Ninh Hạ, phía đông Tân Cương | Cô Tang,                 | Tiền Tần              |
| Hậu Triệu       | Yết             | 6      | Thạch Lặc                      | Thạch Chi         | 319－351          | 33     | Hà Bắc, Hà Nam, Sơn Tây, Sơn Đông, Thiểm Tây, bộ phận Giang Tô, bộ phận An Huy, bộ phận Cam Túc, bộ phận Liêu Ninh                                    | 1.Tương Quốc 2.Nghiệp    | Nhiễm Ngụy            |
| Tiền Yên        | Tiên Ty         | 3      | Mộ Dung Hối                    | Mộ Dung Vĩ        | 337－370          | 34     | Hà Bắc, Hà Nam, Sơn Đông, Sơn Tây, Thiểm Tây, Cam Túc, An Huy, Giang Tô, Liêu Ninh                                                                    | 1.Long Thành 2.Nghiệp    | Tiền Tần              |
| Tiền Tần        | Đê              | 6      | Phù Kiên                       | Phù Sùng          | 351－394          | 44     | Hà Bắc, Hà Nam, Sơn Đông, Sơn Tây, An Huy, Thiểm Tây, Giang Tô, Tứ Xuyên, Quý Châu, Hồ Bắc, Liêu Ninh, Cam Túc, phía tây Ninh Hạ, phía đông Tân Cương | Trường An                | Hậu Tần, Tây Tần      |
| Hậu Yên         | Tiên Ty         | 7      | Mộ Dung Thùy                   | Mộ Dung Hy        | 384－409          | 24     | Hà Bắc, Sơn Đông, Sơn Tây, bộ phận Hà Nam, bộ phận Liêu Ninh                                                                                          | Trung Sơn                | Bắc Yên               |
| Hậu Tần         | Khương          | 3      | Diêu Trường                    | Diêu Hoằng        | 384－417          | 34     | Cam Túc, Thiểm Tây, Sơn Tây, Hà Nam | Trường An                | Đông Tấn              |
| Tây Tần         | Tiên Ty         | 4      | Khất Phục Quốc Nhân            | Khất Phục Mộ Mạt  | 385－400 409－431 | 39     | phía đông Cam Túc | Kim Thành                | Hồ Hạ                 |
| Hậu Lương       | Đê              | 4      | Lã Quang                       | Lã Long           | 389－403          | 14     | phía tây Cam Túc, bộ phận Ninh Hạ, bộ phận Thanh Hải, bộ phận Tân Cương                                                                               | Cô Tang                  | Hậu Tần               |
| Nam Lương       | Tiên Ty         | 3      | Thốc Phát Ô Cô                 | Thốc Phát Nục Đàn | 397－414          | 18     | Thanh Hải, phía tây Cam Túc | Đông Đô                  | Tây Tần               |
| Nam Yên         | Tiên Ty         | 3      | Mộ Dung Đức                    | Mộ Dung Siêu      | 398－410          | 13     | Sơn Đông, bộ phận Hà Nam | Quảng Cố                 | Đông Tấn              |
| Tây Lương       | Hán             | 3      | Lý Cảo                         | Lý Tuân           | 400－421          | 22     | phía tây Cam Túc và bộ phận Tân Cương | Đôn Hoàng                | Bắc Lương             |
| Bắc Lương       | Hung Nô         | 3      | Đoàn Nghiệp                    | Thư Cừ Mục Kiền   | 397－439          | 41     | phía tây Cam Túc, bộ phận Ninh Hạ, bộ phận Tân Cương, bộ phận Thanh Hải                                                                               | Trương Dịch              | Bắc Ngụy, Nhu Nhiên   |
| Hồ Hạ           | Hung Nô         | 3      | Hách Liên Bột Bột              | Hách Liên Định    | 407－431          | 25     | Thiểm Tây, bộ phận Nội Mông Cổ | Thống Vạn Thành          | Thổ Cốc Hồn, Bắc Ngụy |
| Bắc Yên         | Cao Câu Ly, Hán | 3      | Mộ Dung Vân (sau xưng Cao Vân) | Phùng Hoằng       | 407－436          | 30     | Liêu Ninh, Hà Bắc | Hòa Long                 | Bắc Ngụy              |

### Số khác
| Tên nước     | Dân tộc   | Số vua | Vua sáng lập        | Vua cuối cùng          | Trị vì    | Số năm | Phạm vi lãnh thổ                                                               | Quốc đô                   | Nước tiêu diệt |
| ------------ | --------- | ------ | ------------------- | ---------------------- | --------- | ------ | ------------------------------------------------------------------------------ | ------------------------- | -------------- |
| Tiền Cừu Trì | Đê        | 9      | Dương Mậu Sưu       | Dương Toản             | 296 - 371 | 76     | Vũ Đô, Âm Bình                                                                 | Cừu Trì                   | Tiền Tần       |
| Hậu Cừu Trì  | Đê        | 7      | Dương Định          | Dương Bảo Sí           | 385 - 443 | 59     | Khu vực Lũng Tây, Hán Trung, Thiên Thủy                                        | Cừu Trì                   | Bắc Ngụy       |
| Đãng Xương   | Khương    | 7      | Lương Cần           | Lương My Định          | ? - 564   |        | phía nam Cam Túc                                                               | Đãng Xương Thành          | Tây Ngụy       |
| Đặng Chí     | Khương    | 12     | Tương Thư Trị       | Tương Thiềm Hành       | 430 - 554 | 125    | phía tây Cừu Trì, phía nam Đãng Xương Quốc Đãng Xương, nằm ở phía bắc Tứ Xuyên | Đặng Chí Thành            | Tây Ngụy       |
| Nhiễm Ngụy   | Hán       | 2      | Nhiễm Mẫn           | Nhiễm Trí              | 350 - 352 | 3      | Hà Nam, phía nam Hà Bắc, phía nam Sơn Tây                                      | Nghiệp Thành              | Tiền Yên       |
| Tiều Thục    | Hán       | 1      | Tiều Túng           | Tiều Túng              | 405 - 413 | 9      | Nguyên tỉnh Tứ Xuyên                                                           | Thành Đô                  | Đông Tấn       |
| Hoàn Sở      | Hán       | 3      | Hoàn Huyền          | Hoàn Chân              | 403 - 405 | 3      | Khu vực trung hạ du Trường Giang                                               | 1.Kiến Khang 2.Giang Lăng | Đông Tấn       |
| Địch Ngụy    | Đinh Linh | 2      | Địch Liêu           | Địch Chiêu             | 388 - 392 | 5      | Bộ phận Hà Nam                                                                 | Hà Nam Huyện Hoạt         | Hậu Yên        |
| Đại          | Tiên Ti   | 8      | Thác Bạt Y Lô       | Thác Bạt Thập Dực Kiền | 315 - 376 | 62     | Miền trung Nội Mông Cổ                                                         | 1.Vân Trung 2.Thịnh Nhạc  | Tiền Tần       |
| Tây Yên      | Tiên Ty   | 7      | Mộ Dung Hoằng       | Mộ Dung Vĩnh           | 384 - 394 | 11     | Từ Thiểm Tây chuyển tới Sơn Tây                                                | Trương Tử                 | Hậu Yên        |
| Vũ Văn bộ    | Tiên Ty   | 7      | Vũ Văn Mạc Hoè      | Vũ Văn Dật Đậu Quy     | 302 - 344 | 43     | Bên ngoài Liêu Đông                                                            | Không có thủ đô cố định   | Tiền Yên       |
| Đoàn bộ      | Tiên Ty   | 9      | Đoàn Nhật Lục Quyến | Đoàn Kham              | 310 - 357 | 48     | phía bắc Hà Bắc                                                                | Lệnh Chi                  | Tiền Yên       |